# Włodzimierz Lisiecki
Włodzimierz Lisiecki (ur. 7 czerwca 1938 w Poznaniu, zm. 4 maja 2017) – polski piłkarz, występujący na pozycji napastnika.
Od 1952 roku związany był z drużyną Lecha Poznań. W jej barwach zadebiutował w kwietniu 1957 roku w meczu z Polonią Bytom. W latach 1957–1959, podczas odbywania służby wojskowej był zawodnikiem Grunwaldu Poznań, a następnie, aż do zakończenia kariery w 1967 roku reprezentował barwy "Kolejorza". W drużnie Lecha rozegrał 7 meczów w najwyższej klasie rozgrywkowej, nie zdobywając jednak żadnej bramki. Ostatni mecz w barwach klubu rozegrał we wrześniu 1963 roku.
Po śmierci został pochowany na cmentarzu Bożego Ciała w Poznaniu przy ul. Bluszczowej.